# Runaway (Deee-Lite-dal)
A Runaway című dal az amerikai Deee-Lite house formáció 1. kimásolt kislemeze az Infinity Within című albumról, mely 1992-ben jelent meg. A dal önálló kislemezként is, de a Rubber Love című dallal egy korongon is kiadásra került. A dal az US Dance lista 1. helyén végzett,[forrás?] Kanadában viszont csupán csak a 70. helyig jutott.[forrás?] A dalhoz készült remixeket a Masters At Work csapat készítette.

## Megjelenések
12"  Egyesült Királyság Elektra – EKR 148T
- A1 Runaway (Greyhound Extended Mix) 5:40
- A2 Runaway (Masters At Work Dubb) 6:37
- AA1 Rubber Lover (Stretched Out Extended Mix) 5:13
- AA2	Rubber Lover (Safe Sex Instrumental) 4:29

## Közreműködő Művészek

### Háttérénekesek
- Danny Madden
- Lady Kier
- Sahirah Moore
- Sheila Slappy
- Bootsy Collins

### Remixek
- Kenny "Dope" Gonzalez,
- "Little"Louie Vega,
- Masters At Work,
- Hoover Le,
- John Poppo

## Külső hivatkozások
- A csapat diszkográfiája a Discogs oldalán[3]
- A dal szövege[4]
- A dal videóklipje[5]